# AB Supra
AB Supra var ett svenskt kemiskt-tekniskt industriföretag, som tillverkade konstgödsel.
Supra bildades 1970 genom en sammanslagning av Svenska Salpeterverken i Köping och AB Förenade superfosfatfabriker, samtidigt som Kväveverket i Landskrona inom Kema Nord köptes. Aktierna ägdes av Boliden Kemi, Sveriges Lantbruksförbund och Kema Nord. Huvudkontoret förlades till Landskrona.
År 1981 köpte Norsk Hydro Bolidens då 75 %-iga andel av företaget och köpte senare resterande 25 % av Sveriges Lantbruksförbund. Norsk Hydro knoppade 2004 av sin handelsgödseldivision Hydro Agri i det nybildade Yara International ASA, vilket börsintroducerades.
Yara lade år 2000 slutligen ned produktionen i Landskrona. Fabriken i Köping har fortsatt driften.